# 신봉길 (아산시)
신봉길은 충청남도 아산시 영인면 신봉리에 있는 아산시도로, 총 연장은 3.032 km이다. 

## 유래
이름이 유래된 것은 신봉리 큰철봉에서 석골을 연결하는 면도 101호의 도로 구간으로, 법정리인 신봉리를 이용하여 명명되었다.

## 역사
- 2009년 11월 25일 : 도로명으로 신봉길을 고시

## 지리

### 주요 경유지
- 아산시
  - 영인면 (신봉리)

### 접촉하는 도로
- 장영실로
- 토정로

### 주변 시설
- 유진원룸 (신봉길 222/신봉리 435-1)
- 동원홈푸드 (신봉길 288/신봉리 289-7)